# Tahuantinsuyoa
Tahuantinsuyoa is een geslacht van straalvinnige vissen uit de familie van de cichliden (Cichlidae).

## Soorten
- Tahuantinsuyoa chipi Kullander,  1991
- Tahuantinsuyoa macantzatza Kullander, 1986